# Mylothris jaopura
Mylothris jaopura is een vlindersoort uit de familie van de Pieridae (witjes), onderfamilie Pierinae.
Mylothris jaopura werd in 1893 beschreven door Karsch.